# Sofia Carson
Pour les articles homonymes, voir Carson.
Sofia Carson, de son vrai nom Sofía Daccarett Char, est une actrice, chanteuse et auteure-compositrice-interprète américaine née le 10 avril 1993 à Fort Lauderdale en Floride. Elle a choisi « Carson » pour rendre hommage à sa grand-mère maternelle, Lauraine Carson.
Elle se fait connaître avec le rôle d'Evie, la fille de la Méchante Reine, dans la trilogie de téléfilms Descendants (2015-2019) et devient l'une des égérie de la chaîne Disney Channel. En 2019, elle signe son premier rôle majeur en dehors de Disney en interprétant Ava Jalali dans The Perfectionists, spin-off de la série Pretty Little Liars. En 2022, elle coproduit et joue dans le film Nos cœurs meurtris pour lequel elle compose également plusieurs chansons.
En 2016, elle lance sa carrière musicale solo avec le single Love Is The Name. Elle sort à la suite plusieurs singles et collaborations avant de sortir son premier album studio, simplement intitulé Sofia Carson, en 2022. Elle est nommée Révélation Internationale de l’année, l'une des gagnants des NRJ Music Awards 2022.

## Biographie

### Enfance
Sofía Daccarett Char naît en 1993 à Fort Lauderdale en Floride de parents colombiens, José F. Daccarett et de Laura Char Carson. Par sa mère, elle est liée à la famille Char, une famille très présente en politique en Colombie.
Elle étudie à la St. High School à Miami et est diplômée de la Carrollton School, toujours à Miami. Elle étudie aussi la communication à l'université de Californie où elle prend des cours de français, langue qu'elle maîtrise couramment.

### Ses débuts et Disney (2012-2017)
En 2012, Sofia Carson signe un contrat en tant qu'auteure-compositrice-interprète de musique latine chez Broadcast Music. En 2014, elle commence sa carrière d'actrice en apparaissant dans un épisode de la série télévisée Austin et Ally. Quelques mois plus tard, elle apparaît dans deux épisodes de la série Faking It.
En juillet 2015, elle décroche son premier grand rôle dans le téléfilm de Disney Channel, Descendants. Dans ce téléfilm qui met en scène les descendants des personnages des films du studio Disney, elle joue Evie, la fille de la Méchante Reine du film Blanche-Neige et les Sept Nains. Elle reprend ce rôle quelques mois plus tard mais cette fois-ci en tant que doubleuse, pour la série télévisée d'animation Descendants : Génération méchants. La même année, Carson annonce qu'elle travaille sur son premier album. Quelques jours après, le label Hollywood Records révèle via son site internet, avoir signé un contrat avec elle. Sofia révélera plus tard qu'elle sera aussi produite par le célèbre label Republic Records.
En 2016, Carson fait ses premiers pas au cinéma avec un rôle secondaire dans le film Tini : La Nouvelle Vie de Violetta puis elle est à l'affiche du remake en téléfilm du film Nuit de folie, intitulé Babysitting Night, aux côtés de Sabrina Carpenter. La même année, elle devient aussi le personnage principal du quatrième volet de la série de films Comme Cendrillon, intitulé Comme Cendrillon : Trouver chaussure à son pied et sorti directement en vidéo en été.
En avril 2016, elle sort son premier single intitulé Love Is The Name, prévu pour être le premier extrait de son futur album studio. La chanson reprend la mélodie de Live Is Life du groupe Opus dans une version modernisée. Une version du single en duo avec le chanteur J. Balvin à destination du public latino sort le même jour. Un deuxième single, I'm Gonna Love You, sort sans annonce préalable en août 2016. En décembre 2017, Sofia Carson dévoile que la sortie de son album est finalement déplacée pour lui permettre de le finaliser et d'écrire de nouvelles chansons.

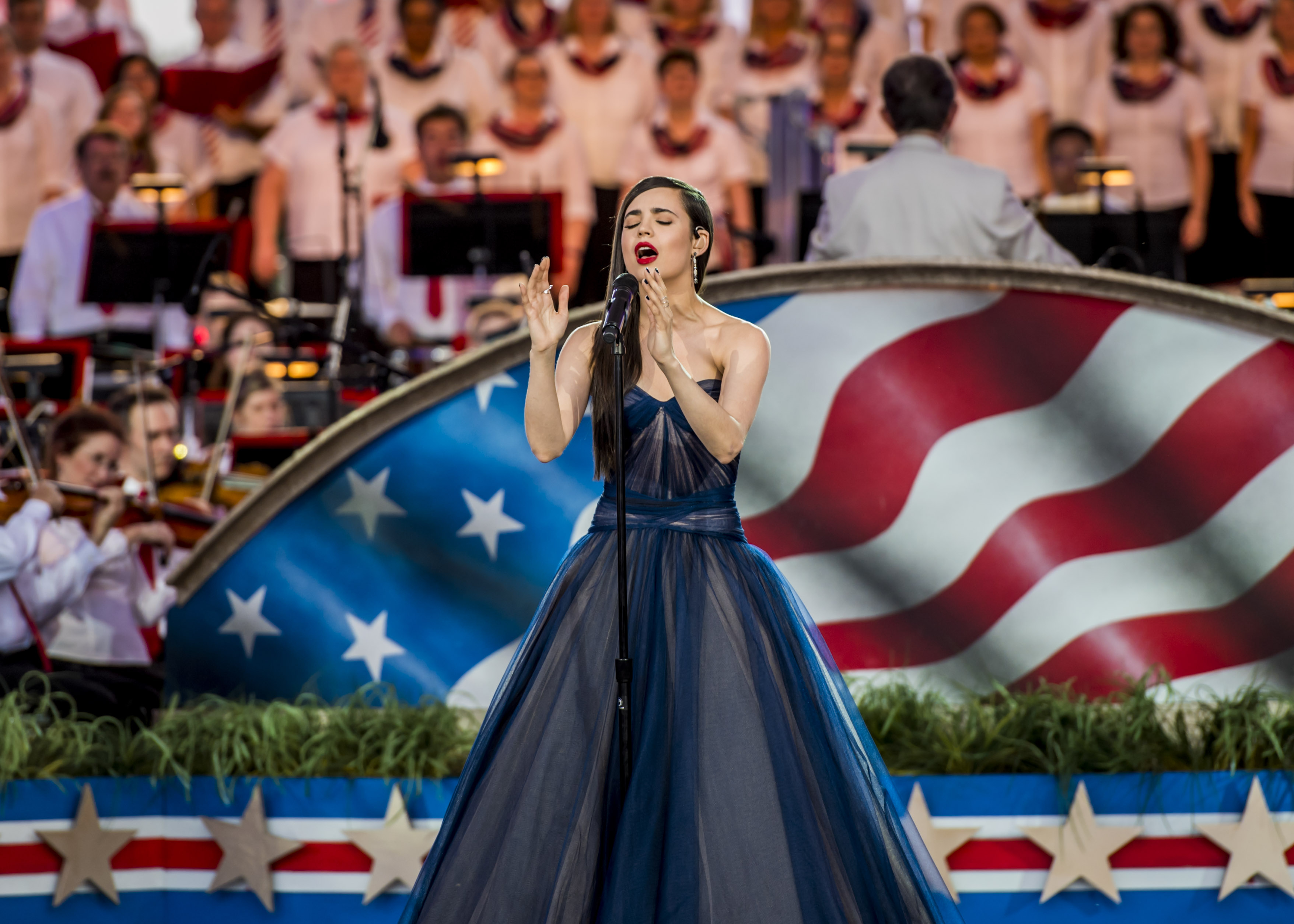
Sofia Carson lors du 4 juillet 2017 sur la pelouse ouest du Capitole des États-Unis à Washington DC, pour célébrer le Jour de l'Indépendance.

En 2017, elle chante pour «A Capitol Fourth (en)», un concert annuel gratuit donné sur la pelouse ouest du Capitole à Washington, pour célébrer le Jour de l'Indépendance chaque 4 juillet. L'émission spéciale est présentée en direct et diffusée simultanément par National Public Radio et l'American Forces Network.

### Émancipation de Disney (depuis 2018)
En 2018, Sofia Carson rejoint la distribution récurrente de la deuxième saison de la série télévisée Famous in Love pour interpréter Sloane, la fille d'un magnat du cinéma. La même année, elle rejoint également la distribution principale du pilote de la série The Perfectionists, spin-off de la série pour ados Pretty Little Liars, pour le rôle d'Ava Jalali. La série est officiellement commandée le 14 mai 2018, devenant son premier rôle majeur à la télévision en dehors de Disney. Le 27 septembre 2019, la chaîne annonce l'annulation de la série après son unique saison, en raison des audiences décevantes.
Le 21 avril 2018, elle est invitée par le DJ Alan Walker à l'accompagner au Coachella Festival pour sa performance. C'est la première fois qu'elle se rend sur scène lors de cet événement. Quelques mois plus tard, elle sort un single intitulé Rumours en collaboration avec R3hab pour l'album de ce dernier puis termine l'année avec deux featurings : Different World d'Alan Walker et San Francisco de Galantis.
En 2019, elle reprend une troisième fois le rôle d'Evie dans Descendants 3, dernier volet de la trilogie qui l'aura fait connaître et marquant la fin de son temps en tant qu'égérie de Disney Channel. Elle reprendra néanmoins le rôle en prêtant sa voix au personnage dans le court-métrage d'animation Descendants : Le Mariage royal en 2021. Toujours en 2019, elle joue dans le film Feel the Beat d'Elissa Down pour le service Netflix.
En juillet 2020, elle rejoint la distribution du film Songbird d'Adam Mason produit notamment par Michael Bay, aux côtés de K. J. Apa ou encore Demi Moore. Le film est inspiré de la pandémie de Covid-19 et se déroule dans un futur où le virus a muté et les mesures de sécurités sont renforcées. Le film est mis en ligne le 11 décembre 2020 en vidéo à la demande.
En novembre 2020, elle rejoint la distribution du film Nos cœurs meurtris d'Elizabeth Allen Rosenbaum, dans lequel elle partage l'affiche avec Nicholas Galitzine. Adapté du roman éponyme de Tess Wakefield, le film est mis en ligne le 29 juillet sur Netflix. Ce film lui permet de faire ses débuts en tant que productrice déléguée. Elle participe également à l'écriture de toutes les chansons du film.
En musique, après plusieurs reports, elle sort son premier album studio, simplement intitulé Sofia Carson, en mars 2022.
Sofia Carson interprète le titre Applause écrit par l'auteure-compositrice Diane Warren, sortie le 11 novembre 2022, accompagnée d'un clip vidéo réalisé par Catherine Hardwicke. La chanson est un hymne pour les femmes, du puissant film Tell It Like a Woman composé de sept courts métrages réalisés par un groupe international de femmes cinéastes de l'Italie au Japon en passant par les États-Unis. Chaque segment est une histoire « sur les femmes, par des femmes, pour tout le monde ». Le casting est composé d'actrices de renommée internationale, telles que Jennifer Hudson, Marcia Gay Harden, Eva Longoria, Cara Delevingne et bien d'autres. Le projet sert de collaboration avec We Do It Together, une société de production cinématographique à but non lucratif qui défend l'égalité des sexes, fondée par la productrice Chiara Tilesi (en).
Le 26 septembre 2022, elle rejoint le casting du film d'action Carry-On de Jaume Collet-Serra aux côtés de Taron Egerton, Jason Bateman, Logan Marshall-Green et Danielle Deadwyler. Le film est disponible sur Netflix le 13 décembre 2024.
Le 5 mars 2024, il est annoncé que Sofia Carson sera la tête d'affiche de la comédie romantique Demain est un autre jour (The Life List) du scénariste-réalisateur Adam Brooks aux côtés de Kyle Allen, Sebastian De Souza et Connie Britton. Il s'agit d'une adaptation du roman de Lori Nelson Spielman (en) sorti en de 2013 ; le film est disponible le 28 mars 2025 sur la plateforme Netflix.
Le 18 juin 2024, il est annoncé que Sofia Carson et Corey Mylchreest seront les vedettes de la comédie romantique My Oxford Year du réalisateur Iain Morris (en) basé d'après le roman à succès My Oxford Year de Julia Whelan. Le film sortira en 2025 sur Netflix.

## Autres activités

### Engagements

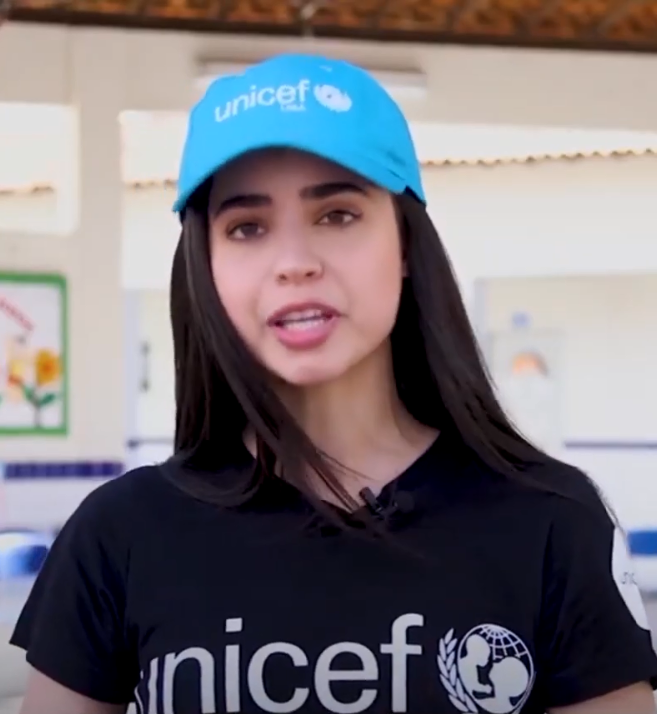
Sofia Carson pour l'UNICEF en 2019.

Sofia Carson est engagée avec UNICEF ; elle va en 2019 au Brésil avec les branches américaine et brésilienne pour combattre la violence faite aux enfants. En août 2019, elle est désignée première ambassadrice mondiale de la « Latin Grammy Cultural Foundation ». Son rôle comprend le plaidoyer, la promotion et la sensibilisation à la mission et aux programmes éducatifs de la fondation. Depuis sa création en 2014, la Latin Grammy Cultural Foundation a fait don de plus de 5 millions de dollars américains en bourses, subventions, dons d'instruments de musique et événements éducatifs aux États-Unis et dans la péninsule ibéro-américaine.

### Produits et publicité
En 2017, Sofia Carson est l'égérie du vingtième anniversaire de la chaîne Disney Channel France et représente la chaîne tout au long de cet événement.
En janvier 2020, elle est nommée nouvelle ambassadrice mondiale de la marque de beauté Revlon. En juin 2020, Revlon lance une collection en collaboration avec Carson qui comprend des rouges à lèvres et des vernis à ongles.

### Influences musicales
Sofia Carson déclare qu'elle a été principalement influencée par la musique pop, et admire les artistes qui « racontent des histoires à travers leur musique », en citant des artistes du xxe siècle comme les Beatles et Michael Jackson, Madonna,, Prince ou encore Stevie Wonder, tout comme d'autres artistes plus modernes tels qu'Ed Sheeran et Taylor Swift.

## Filmographie

### Cinéma
- 2016 : Comme Cendrillon : Trouver chaussure à son pied (A Cinderella Story: If The Shoe Fits) de Michelle Johnston : Tessa Golden / Bella Snow
- 2016 : Tini : La Nouvelle Vie de Violetta (Tini: El gran cambio de Violetta) de Juan Pablo Buscarini : Melanie Sánchez
- 2020 : Feel the Beat d'Elissa Down : April Dibrina
- 2020 : Songbird d'Adam Mason : Sara Garcia
- 2021 : My Little Pony : Nouvelle Génération (My Little Pony: A New Generation) de Robert Cullen et Jose Ucha : Pipp Petals (voix)
- 2022 : Nos cœurs meurtris (Purple Hearts) d'Elizabeth Allen Rosenbaum : Cassandra « Cassie » Salazar
- 2024 : Carry-On de Jaume Collet-Serra : Nora Parisi
- 2025 : Demain est un autre jour (The Life List) d'Adam Brooks : Alex Rose
- 2025 : My Oxford Year de Iain Morris (en) : Anna De la Vega

### Télévision

#### Téléfilms
- 2015 : Descendants de Kenny Ortega : Evie
- 2016 : Babysitting Night (Adventures in Babysitting) de John Schultz : Lola Perez
- 2017 : Descendants 2 de Kenny Ortega : Evie
- 2019 : Descendants 3 de Kenny Ortega : Evie
- 2019 : Wicked Woods: A Descendants Halloween Story (court-métrage) de Melissa Goodwin Shepherd : Evie (voix)
- 2021 : Descendants : Le Mariage royal (Descendants: The Royal Wedding) (court-métrage) de Salvador Simó : Evie (voix)

#### Séries télévisées
- 2014 : Austin et Ally : Chelsea (saison 3, épisode 8)
- 2014 : Faking It : Soleil (saison 1, épisodes 3 et 7)
- 2015-2017 : Descendants : Génération méchants (Descendants: Wicked World) : Evie (voix)
- 2016-2018 : Soy Luna : elle-même (3 épisodes)
- 2017 : Spider-Man : Keemia Marko / la Fille-Sable (voix - saison 1, 2 épisodes)
- 2018 : Famous in Love : Sloane Silver (rôle récurrent, saison 2)
- 2019 : Pretty Little Liars: The Perfectionists : Ava Jalali (11 épisodes)
- 2020 : Elena d'Avalor (Elena of Avalor) : Maliga (voix - saison 3, épisode 18)

## Discographie

### Albums studio
- 2022 : Sofia Carson

### EP
- 2021 : Leave Your Heart On The Dance Floor

### Singles
| Année | Titre                                                | Album              | Notes                  |
| ----- | ---------------------------------------------------- | ------------------ | ---------------------- |
| 2016  | Love Is The Name                                     | NC                 | Version internationale |
| 2016  | Love Is The Name feat. J Balvin                      | NC                 | Version latino         |
| 2016  | I’m Gonna Love You                                   | NC                 |                        |
| 2017  | Back to Beautiful feat. Alan Walker                  | NC                 |                        |
| 2017  | Ins and Outs                                         | NC                 |                        |
| 2018  | Rumors avec R3hab                                    | The Wave           | Album de R3hab         |
| 2018  | Different World avec Alan Walker, K-391 feat. Corsak | Different World    | Album d'Alan Walker    |
| 2019  | I Luv U avec R3hab                                   | NC                 |                        |
| 2020  | Miss U More Than U Know avec R3hab                   | NC                 |                        |
| 2020  | Guess I'm a Liar                                     | NC                 |                        |
| 2020  | Hold On to Me                                        | NC                 |                        |
| 2021  | Fool's Gold                                          | Sofia Carson       |                        |
| 2021  | He Loves Me, But...                                  | Sofia Carson       |                        |
| 2022  | Loud                                                 | Sofia Carson       |                        |
| 2022  | It's Only Love, Nobody Dies                          | Sofia Carson       |                        |
| 2022  | Come Back Home (en)                                  | Purple Hearts (en) |                        |

Singles promotionnels
| Année | Titre                                                           | Album                                        | Notes                                     |
| ----- | --------------------------------------------------------------- | -------------------------------------------- | ----------------------------------------- |
| 2015  | Rotten to the Core (Spanish / English Version)                  | NC                                           | Pour Descendants                          |
| 2016  | Wildside avec Sabrina Carpenter                                 | NC                                           | Pour Babysitting Night                    |
| 2016  | I'm Your Girl avec Dove Cameron                                 | NC                                           | Pour Descendants : Génération méchants    |
| 2017  | Better Together avec Dove Cameron                               | Descendants 2 (Original TV Movie Soundtrack) | Pour Descendants : Génération méchants    |
| 2017  | Rather Be with You avec Dove Cameron                            | Descendants 2 (Original TV Movie Soundtrack) | Pour Descendants : Génération méchants    |
| 2017  | Ways to Be Wicked avec le cast de Descendants 2                 | Descendants 2 (Original TV Movie Soundtrack) | Pour Descendants 2                        |
| 2019  | Good to Be Bad avec le cast de Descendants 3                    | Descendants 3 (Original TV Movie Soundtrack) | Pour Descendants 3                        |
| 2019  | VK Mashup avec le cast de Descendants 3                         | Descendants 3 (Original TV Movie Soundtrack) | Pour Descendants 3                        |
| 2021  | Feeling the Love avec le cast de Descendants : Le Mariage royal | NC                                           | Pour Descendants : Le Mariage royal       |
| 2021  | Glowin' Up                                                      | NC                                           | Pour My Little Pony : Nouvelle Génération |

### Collaborations
- 2018 : San Francisco de Galantis feat. Sofia Carson
- 2019 : Grey Area de Grey feat. Sofia Carson
- 2022 : Applause de Diane Warren feat. Sofia Carson
- 2024: Slow Danse de Jimin feat. Sofia Carson

### Bandes-originales
- 2015 : Descendants (Original TV Movie Soundtrack) : 4 chansons
- 2016 : A Cinderella Story: If the Shoe Fits (Original Motion Picture Soundtrack) : 5 chansons
- 2017 : Descendants 2 (Original TV Movie Soundtrack) : 8 chansons
- 2017 : Descendants 3 (Original TV Movie Soundtrack) : 6 chansons
- 2022 : Purple Hearts - Music from the Netflix film : 8 chansons

### Autres participations
- 2015 : Sueña (Pour We Love Disney Amérique du Sud)
- 2016 : Jolly to the Core avec le cast de Descendants (Pour Disney Parks Presents: A Descendants Magical Holiday Celebration)
- 2016 : Silent Night (Pour Disney Channel Holiday Hits)
- 2017 : Chillin' Like A Snowman (Pour Disney Parks Presents: A Holiday Celebration)
- 2019 : Ciclo Sin Fin (Pour Le Roi lion)

## Clips vidéos

### Actrice
- 2015 : Believe de Shawn Mendes (pour Descendants)

### Chanteuse
- 2015 : Rotten to the Core (Pour Descendants : Génération méchants)
- 2016 : Love Is The Name
- 2016 : Love Is The Name feat. J Balvin
- 2016 : Wildside avec Sabrina Carpenter (pour Babysitting Night)
- 2017 : Back to Beautiful feat. Alan Walker
- 2017 : Ways to Be Wicked avec le cast de Descendants 2 (pour Descendants 2)
- 2017 : Ins and Outs
- 2018 : Rumours avec R3hab
- 2018 : Different World d'Alan Walker feat. Sofia Carson, K-391 et CORSAK
- 2018 : San Francisco de Galantis feat. Sofia Carson
- 2019 : Grey Area de Grey feat. Sofia Carson
- 2019 : Ciclo Sin Fin
- 2019 : I Luv U feat. R3hab
- 2020 : Miss U More Than U Know feat. R3hab
- 2020 : Guess I'm a Liar
- 2020 : Hold On to Me
- 2021 : Fool's Gold
- 2021 : He Loves Me, But...
- 2021 : Glowin' Up
- 2022 : Loud
- 2022 : It's Only Love, Nobody Dies
- 2022 : Come Back Home (Piano Version)
- 2022 : Come Back Home (en)
- 2022 : Applause

## Récompenses
Sauf indication contraire, les informations mentionnées dans cette section peuvent être confirmées par la base de données cinématographiques IMDb,  présente dans la section « Liens externes ».
| Année | Prix                                       | Catégorie                                                | Nomination                                                    | Résultat   |
| ----- | ------------------------------------------ | -------------------------------------------------------- | ------------------------------------------------------------- | ---------- |
| 2016  | 1re cérémonie des Young Entertainer Awards | Meilleur jeune casting - Téléfilm, mini-série ou spécial | Descendants avec Cameron Boyce, Peyton List et Booboo Stewart | Nomination |
| 2018  | Imagen Foundation Awards                   | Meilleure actrice dans un second rôle                    | Descendants 2                                                 | Nomination |
| 2019  | 21e cérémonie des Teen Choice Awards       | Meilleure actrice dans une série télévisée dramatique    | Pretty Little Liars: The Perfectionists                       | Nomination |
| 2022  | NRJ Music Awards 2022                      | Révélation internationale de l'année                     | Sofia Carson                                                  | Lauréat    |
| 2023  | 95e cérémonie des Oscars                   | Meilleure chanson originale                              | Sofia Carson pour Applause (Tell It Like a Woman)             | Nomination |